# Luqman (sourate)
Luqman (arabe : سُورَةُ لُقْمَانَ, français : Luqman (parfois orthographié Loqman) est le nom traditionnellement donné à la 31e sourate du Coran, le livre sacré de l'islam. Elle comporte 34 versets. Rédigée en arabe comme l'ensemble de l'œuvre religieuse, elle fut proclamée, selon la tradition musulmane, durant la période mecquoise.

## Origine du nom
Bien que le titre ne fasse pas directement partie du texte coranique, la tradition musulmane a donné comme nom à cette sourate Loqman, nom d'un sage dont parle cette sourate et cité pour la première fois au verset 12 : « 12. Nous avons effectivement donné à Luqman la sagesse : “Sois reconnaissant à Allah, car quiconque est reconnaissant, n’est reconnaissant que pour soi-même ; quant à celui qui est ingrat... En vérité, Allah se dispense de tout, et Il est digne de louange”. ». Le titre provient donc de la péricope centrale de cette sourate (v.12-19).

## Historique
Il n'existe à ce jour pas de sources ou documents historiques permettant de s'assurer de l'ordre chronologique des sourates du Coran. Néanmoins selon une chronologie musulmane attribuée à Ǧaʿfar al-Ṣādiq (VIIIe siècle) et largement diffusée en 1924 sous l’autorité d’al-Azhar,, cette sourate occupe la 57e place. Elle aurait été proclamée pendant la période mecquoise, c'est-à-dire schématiquement durant la première partie de l'histoire de Mahomet avant de quitter La Mecque. Contestée dès le XIXe par des recherches universitaires, cette chronologie a été revue par Nöldeke,, pour qui cette sourate est la 82e.
Cette sourate est marquée par son hétérogénéité. Pour Angelika Neuwirth, elle appartiendrait à la dernière période mecquoise. Pour Bell, cette sourate est composée d’éléments séparés rassemblés et il y voit de nombreux ajouts médinois. Ce pourrait être le cas de l’histoire centrale de la sourate, celle du sage Luqman. Pour Jan Van Reeth, ce pourrait plutôt être l’inverse avec une histoire de Luqman originelle, englobée par une série de textes plus petits.

## Interprétations
Cette sourate appartient au groupe des sourates 27 à 36 qui se trouvent presque au milieu du Coran. Hétérogène, en particulier en raison de leur style concis et allusif, cet ensemble se compose principalement d’histoire de prophètes et de prescription en lien avec les fins dernières. Elles ne sont pourtant qu’allusives, ce qui appuie l’hypothèse selon laquelle le Coran est construit comme un commentaire midrashique de textes bibliques connus de la communauté recevant cet enseignement.

### Versets 12-19: La sagesse de Luqman
Ce personnage légendaire est impossible à situer historiquement. Des hypothèses faibles associaient ce personnage à Balaam et à Elkasaï. Il pourrait provenir de la littérature sapientiale proche-orientale, mésopotamien, probablement lakhmide. Cette histoire est formée de la fusion de traditions arabes et syriaques. La tradition musulmane post-coranique y adjoindra même des éléments de récit étrusque.
Luqman pourrait ainsi être identifié au philosophe Alcméon de Crotone. Comme dans le Coran, dans le Peri physeôs (en), Alcméon s’adresse à un disciple par « Ô mon fils ». L’unicité divine et le fait que Dieu se suffise à lui-même auraient été défendus, selon les Pères de l’Église, par les philosophes grecs comme Alcméon. Plusieurs échos aux enseignements d’Alcméon se trouvent dans cet extrait du Coran.
Au centre du passage se retrouve une évocation de la parabole évangélique du grain de sénévé. Elle a subi des influences des apocryphes et probablement du Diatessaron. Il est possible de conclure que l’histoire de Luqman dans le Coran provient de sources chrétiennes. Elle est donc un amalgame de récits juifs, chrétiens et grecs, peut-être existant dès l’époque préislamique. 

Texte de la sourate (Coran datant de 1874)
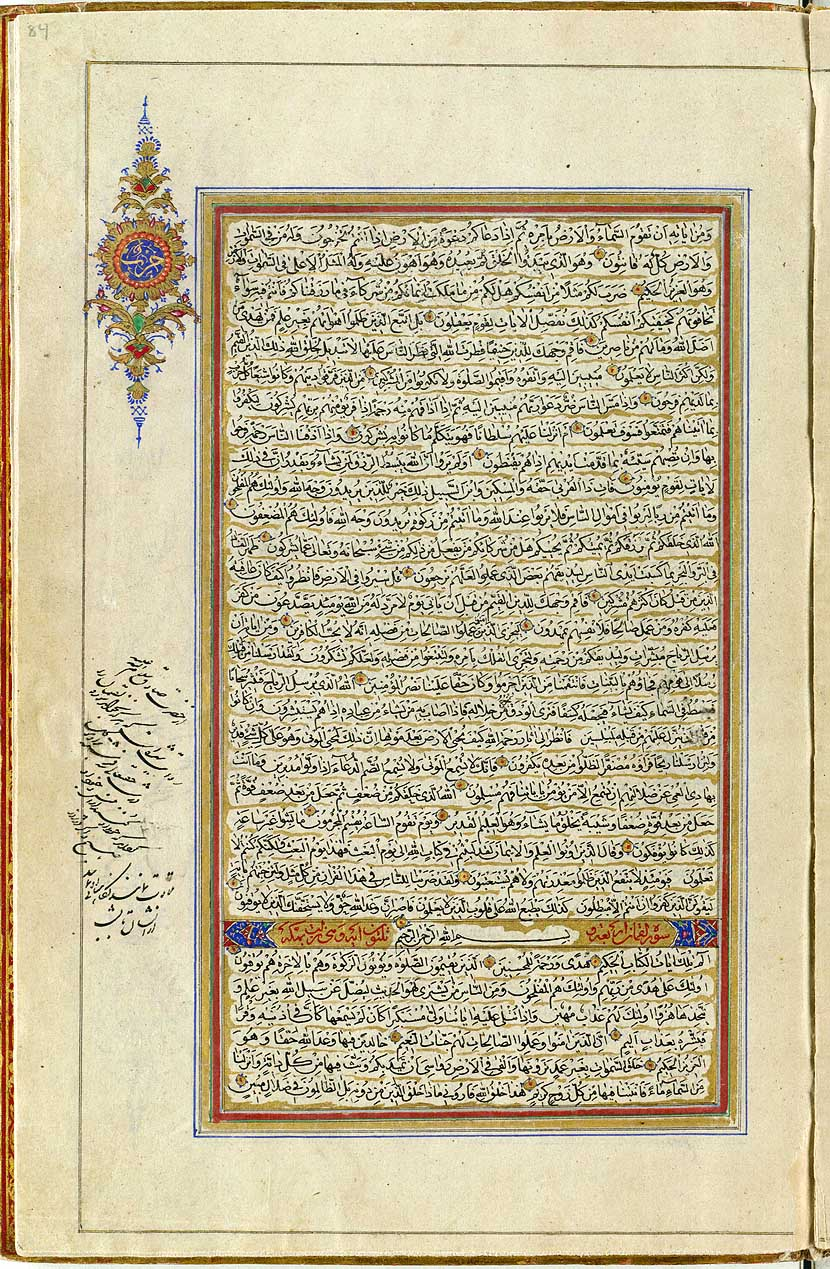
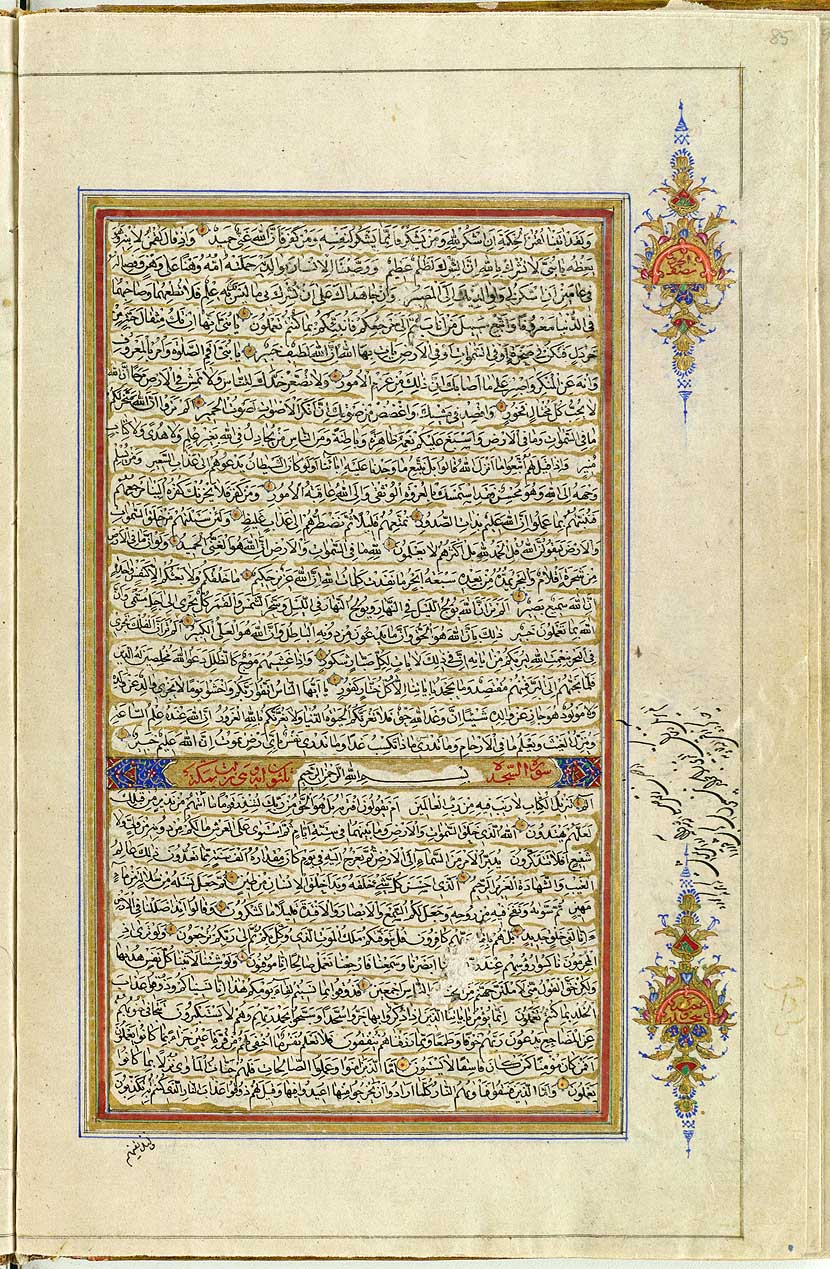